# Vladimir de Pachmann
Vladimir de Pachmann, Wladimir von Pachmann (ur. 15 lipca?/27 lipca 1848 w Odessie, zm. 6 stycznia 1933 w Rzymie) – rosyjski pianista.

## Życiorys
Był synem prawnika pochodzenia austriackiego oraz Turczynki. Podstawy edukacji muzycznej otrzymał od ojca, następnie w latach 1866–1869 był uczniem Josefa Dachsa w konserwatorium w Odessie, które ukończył ze złotym medalem. Debiutował jako pianista w 1869 roku, jednak już rok później pod wrażeniem gry Karola Tausiga zaprzestał na prawie dekadę publicznych występów, by udoskonalić swoje umiejętności. W 1878 roku wznowił działalność koncertową, w kolejnych latach występując w krajach europejskich, a w 1890 roku debiutując w Stanach Zjednoczonych. W 1885 roku podczas wizyty w Danii otrzymał krzyż kawalerski Orderu Danebroga. Ostatnie publicznie recitale dał w 1925 roku w Nowym Jorku i 1928 roku w Londynie. W 1928 roku osiadł na stałe w Rzymie i otrzymał włoskie obywatelstwo.
Zasłynął jako wykonawca utworów Fryderyka Chopina, szczególnie mniejszych form. James Huneker nadał mu przydomek Chopinzee. Opracował własną metodę gry na fortepianie, polegającą na specjalnym palcowaniu. Dokonał nagrań pianolowych, był też jednym z pierwszych pianistów nagrywających płyty gramofonowe. Słynął z ekscentrycznego zachowania podczas grania, wygłaszał głośne komentarze na temat wykonywanych utworów i swojej własnej gry.